# آلاینا کاستیو
آلاینا کاستیو (به انگلیسی: Alaina Castillo) (زاده ۱۶ نوامبر ۱۹۹۹) خواننده و ترانه‌سرا آمریکایی است.